# CDB Enrique Benítez
El CDB Enrique Benítez es un equipo de baloncesto onubense, más conocido como Huelva Comercio LRi21 Viridis por cuestiones de patrocinio y que compite en Tercera FEB, la cuarta división del baloncesto español.

## Historia
En la temporada 2013-14, realiza su inscripción en Liga EBA en el que militaría durante 10 temporadas consecutivas.
El 14 de mayo de 2023, logra el ascenso a la Liga LEB Plata al vencer al Club Baloncesto Huelva la Luz en el partido de repesca, de la fase final de ascenso.
En la temporada 2023-24, debuta en la LEB Plata, pero no logra mantener la categoría, descendiendo a Tercera FEB (nueva denominación de la liga EBA).

## Denominaciones
- CDB Enrique Benítez (2011-2013)
- Por Huelva (2013-2015)
- Huelva (2015-2018)
- Krypteia Capital Huelva (2018-2019)
- Huelva (2019-2020)
- Huelva Comercio (2020-2022)
- Huelva Comercio Viridis (2022-2023)
- Huelva Comercio LRi21 Viridis (2023-)

## Temporadas
| Temporada | Nivel | División     | Pos. | Postemporada                 | TR    | PO       |
| --------- | ----- | ------------ | ---- | ---------------------------- | ----- | -------- |
| 2009-10   | 6     | Provincial   | 5.º  | –                            | 17-13 | –        |
| 2010-11   | 6     | Provincial   | 2.º  | Fase final (1.º)/ Ascenso    | 25-5  | 2-0      |
| 2011-12   | 5     | 1.ª División | 1.º  | Final (1.º)                  | 21-1  | 4-0      |
| 2012-13   | 5     | 1.ª División | 1.º  | Cuartos final (5.º)/ Ascenso | 12-4  | 1-1      |
| 2013-14   | 4     | Liga EBA     | 6.º  | –                            | 11-11 | –        |
| 2014-15   | 4     | Liga EBA     | 8.º  | –                            | 11-15 | –        |
| 2015-16   | 4     | Liga EBA     | 5.º  | –                            | 7-7   | –        |
| 2016-17   | 4     | Liga EBA     | 5.º  | –                            | 14-8  | –        |
| 2017-18   | 4     | Liga EBA     | 8.º  | –                            | 14-14 | –        |
| 2018-19   | 4     | Liga EBA     | 8.º  | –                            | 16-12 | –        |
| 2019-20   | 4     | Liga EBA     | 2.º  | –                            | 15-4  | –        |
| 2020-21   | 4     | Liga EBA     | 1.º  | Fase final Gr.D (3.º)        | 17-3  | 1-1      |
| 2021-22   | 4     | Liga EBA     | 3.º  | –                            | 17-5  | –        |
| 2022-23   | 4     | Liga EBA     | 2.º  | Fase final (5.º)/ Ascenso    | 20-2  | (2-0)3-1 |
| 2023-24   | 3     | LEB Plata    | 14.º | Descenso                     | 7-19  | –        |
| 2024-25   | 4     | Tercera FEB  | 2.º  | Fase final Gr.D (4.º)        | 19-5  | 0-2      |